# Bohdan Urbanowicz

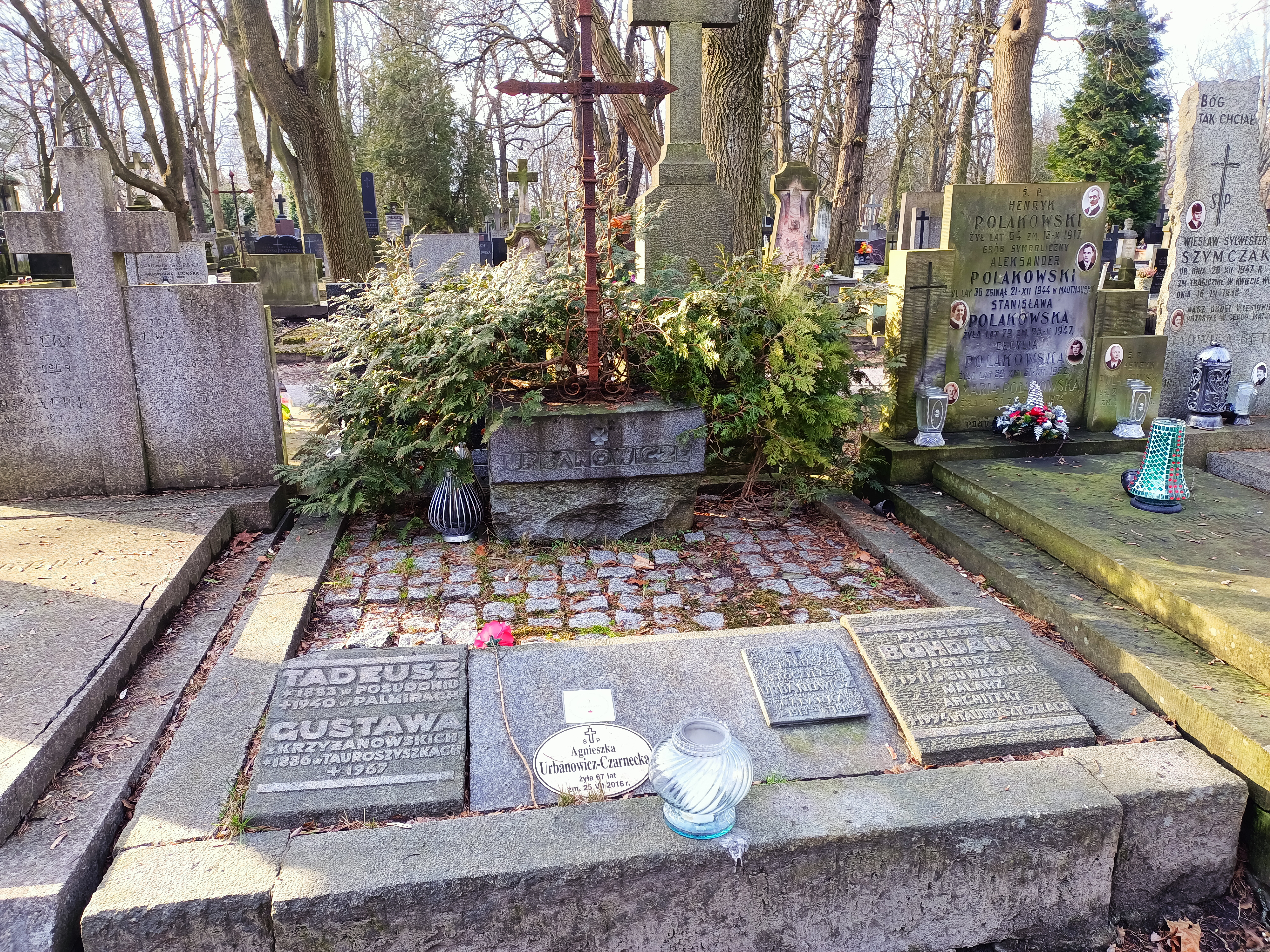
Grób Bohdana Urbanowicza na cmentarzu Powązkowskim

Bohdan Tadeusz Urbanowicz (ur. 3 stycznia 1911 w Suwałkach, zm. 21 marca 1994 w Tauroszyszkach) – malarz, architekt, profesor ASP w Warszawie.

## Życiorys
Urodził się 3 stycznia 1911 roku w Suwałkach, w rodzinie pochodzącej z Litwy. Był synem Tadeusza (1883–1940) i Gustawy z Krzyżanowskich (1886–1967). W latach 1915–1918 jego rodzina przebywała na wygnaniu w Rosji. Uczęszczał do gimnazjum w Wilnie i gimnazjum im. Stanisława Staszica w Warszawie, które ukończył w 1929 roku. Studia malarskie ukończył w Akademii Sztuk Pięknych w Warszawie; równolegle studiował prawo na Uniwersytecie Warszawskiem. Brał udział w kampanii 1939 roku Został ranny pod Kockiem, odznaczony Krzyżem Srebrnym Orderu Virtuti Militari. Dostał się do niewoli niemieckiej. Od listopada 1939 był uwięziony w niemieckim obozie jenieckim w Norymberdze. Na początku 1940 przeniesiono go do obozu w Laufen an der Salzach. Od marca 1940 do 26 kwietnia 1945 był więźniem niemieckiego Oflagu VII A Murnau. W oflagu z Romanem Owidzkim i Bohdanem Bocianowskim prowadził kursy grafiki i malarstwa. Razem z astronomem  Włodzimierzem Zonnem był współzałożycielem obozowych liceów ogólnokształcącego i matematyczno-przyrodniczego.
Po wojnie, w 1946 roku odnalazł i przywiózł do kraju z Zamku Fischhorn w Austrii zagrabione dzieła kultury polskiej. Od 1946 do 1949 roku pracował w Ministerstwie Kultury i Sztuki, organizując szkolnictwo artystyczne. Był także pracownikiem naukowym w Instytucie Sztuki PAN. W latach 1950–1980 był profesorem Akademii Sztuk Pięknych w Warszawie, gdzie prowadził pracownię malarstwa. Urbanowicz sprawował również funkcje kierownika katedry i dziekana Wydziału Projektowania.
Uprawiał malarstwo sztalugowe i ścienne (polichromia Starego Miasta w Warszawie). Opublikował szereg artykułów i esejów.
Był członkiem międzynarodowych stowarzyszeń: AICA, CIE oraz członkiem honorowym AIAP. Brał udział w wystawach, konkursach krajowych i zagranicznych.
Jego żoną była Maria (1913–1989), córka Władysława Skoczylasa, także malarka. Mieli córkę Agnieszkę Urbanowicz-Czarnecką (malarkę) i syna Piotra Krzysztofa (architekta wnętrz).
Zmarł 21 marca 1994 roku w Tauroszyszkach, pochowany w grobie rodzinnym na cmentarzu Powązkowskim w Warszawie (kwatera 251-5-26,27). 

## Ordery i odznaczenia
- Krzyż Srebrny Orderu Virtuti Militari (1939)[9]
- Krzyż Kawalerski Orderu Odrodzenia Polski (21 lutego 1947)[10]
- Złoty Krzyż Zasługi (30 września 1954)[1]
- Medal 10-lecia Polski Ludowej (19 stycznia 1955)[11]